# ТЕС Лінден
52°22′24.0″ пн. ш. 9°42′51.5″ сх. д. / 52.373333° пн. ш. 9.714306° сх. д.
ТЕС Лінден — теплова електростанція в Німеччині у місті Ганновер (центр федеральної землі Нижня Саксонія).
Історія ТЕЦ Лінден розпочалась із трьох вугільних енергоблоків потужністю по 55 МВт, які в подальшому були переведені на природний газ. В 1990-х ці потужності були демобілізовані за виключенням однієї парової турбіни SST-600, до якої додали газову турбіну Siemens V64.3A, створивши таким чином парогазовий блок комбінованого циклу.
В кінці 2000-х розпочали нову модернізацію енергоблоку. Стару парову турбіну, демобілізовану в 2011 році, замінили на Siemens SST-800 потужністю 96 МВт. Крім того, додали другу газову турбіну компанії General Electric серії 6001FA потужністю 77 МВт. В цілому електрична потужність блоку досягла 255 МВт.
Крім виробництва електроенергії, станція забезпечує місцевих споживачів теплом. Робота в режимі ТЕЦ дозволяє забезпечити загальну паливну ефективність на рівні 90 %.